# Smokefest Underground
| Críticas profissionais | Críticas profissionais |
| Avaliações da crítica  | Avaliações da crítica  |
| Fonte                  | Avaliação              |
| ---------------------- | ---------------------- |
| AllMusic               | [ 1 ]                  |
| Ciao.com               | [ 2 ]                  |

"Smokefest Underground" é um álbum coletânea musical do rapper estadunidense Snoop Dogg, lançado em 19 de Maio de 1998. A faixas para essa coletânea foram gravadas quando o rapper ainda era membro da gravadora Death Row Records, sendo o todo o material do álbum inédito. Foi lançado um vídeo oficial para a faixa "Ride On" que conta com a participação de Kurupt.

## Faixas
| N.º | Título                                     | Duração |  |
| 1.  | "I Will Survive" (com Techniec & Soopafly) | 3:48    |  |
| 2.  | "Tommy" (Daz Dillinger)                    | 5:08    |  |
| 3.  | "Hoez" (Luke & Tha Dogg Pound)             | 5:07    |  |
| 4.  | "Cee Walkin"                               | 4:40    |  |
| 5.  | "Don't Do the Crime"                       | 4:20    |  |
| 6.  | "Too Blacc"                                | 4:21    |  |
| 7.  | "Gold Rush" (Lie mix)                      | 4:36    |  |
| 8.  | "Change Gone Come"                         | 5:48    |  |
| 9.  | "Hit Roccs"                                | 5:07    |  |
| 10. | "Last Meal"                                | 4:23    |  |
| 11. | "Ride On" (Remix com Kurupt)               | 4:56    |  |